# Дахлік
Дахлі́к (ዳሃሊክ), також відома під назвами дахаалік, дахалік, дахлак — нещодавно відкрита мова, що нею говорять лише в Еритреї біля узбережжя Массауа, на трьох Дахлацьких островах : Дахлак, Нора та Дехіл. Мову було відкрито 1996 року, вона налічує приблизно 2,5 тисяч носіїв.
Дахлік належить до ефіосемітської мовної групи, ця мова близька до тиґре і тигринья. Носії тиґре та дахлік добре розуміють одне одного (див. Shaebia нижче[де?]), але, на думку М. К. Симеоне-Сенелле (Simeone-Senelle), дахлік має достатньо відмінностей, щоб вважатись самостійною мовою.